# Mangahao River
Der Mangahao River ist ein Fluss in der Region Manawatū-Whanganui, auf der Nordinsel von Neuseeland.

## Geographie
Der Mangahao River entspringt an der nördlichen Flanke des 1505 m hohen Aretein dem Gebirge der Dundas Ridge, die wiederum Teil der Tararua Range ist. Von dort aus fließt das noch junge Gewässer über rund 4 km in nordnordwestliche Richtung, um sich dann für ca. 7,8 km in Richtung Nordnordost zu bewegen. Nach einer weiteren Richtungsänderung für rund 4 km nach Norden mündet der Fluss zunächst in den Stausee des Mangahao Upper No. 1 Reservoir und fließt nach dessen Verlassen nach 2,4 Flusskilometer in den folgenden Stausee des Mangahao Lower No. 2 Reservoir.
Vom Mangahao Lower No. 2 Reservoir wird dann über den No 1 Hydro Tunnel Wasser für die Stromerzeugung abgezweigt, das zunächst das Tokomaru No 3 Reservoir füllt und von dort über einen weiteren Tunnel zum Wasserkraftwerk der Mangahao Powerstation geleitet wird.
Da nicht zur Stromerzeugung genutzte Wasser fließt über den Mangahao River weiter nach Osten, wo der Fluss aus der Berglandschaft heraustritt und in der offenen Ebene in zahlreichen mäanderförmigen Schleifen schließlich nach 76 km rund 4,5 km südwestlich von Woodville in den Manawatū River mündet.